# メトロカンパーニア・ノルドエスト
メトロカンパーニア・ノルドエスト (MetroCampania NordEst, MCNE) は、有限会社で、資本金はヴォルトゥルノ独立法人が保有する。
以下の鉄道区間を運営する会社である:
- ナポリ＝ピエディモンテ・マテーゼ（上アリファーナ線）
- ナポリ＝ジュリアーノ＝アヴェルサ（下アリファーナ線）
- ナポリ＝ベネヴェント ヴァッレ・カウディーナ街道経由（「FBN」、カウディーナ線）

さらに、ナポリ県、カゼルタ県、ベネヴェント県、アヴェッリーノ県に多くのバス路線を持つ。

## 歴史
「メトロカンパーニア・ノルドエスト」は、アリファーナ線とカウディーナ線を経営する会社が合併し、2005年に誕生した。